# Феоктистов, Виталий Фёдорович
Вита́лий Фёдорович Феокти́стов (17 августа 1930 — 4 марта 2005) — советский и российский китаист, историк философии. Кандидат философских наук.

## Биография
В 1954 году окончил китайское отделение Московского института востоковедения. В 1960-е годы был на дипломатической работе в республике Мали. С 1968 — в Институте Дальнего Востока АН СССР, с 1974 — заведующий сектором идеологии, с 1992 заместитель руководителя Центра изучения духовных цивилизаций Восточной Азии.
Долгие годы занимался переводом работ Сюнь-цзы, известных под общим названием «Сюнь-цзы». В 1972 году защитил кандидатскую диссертацию «Философские и общественно-политические взгляды Сюнь-цзы (III век до н. э.)».
Феоктистов преподавал на философском факультете МГУ, когда там была создана недолго просуществовавшая специализация по китайской философии. В 1994 году он стал одним из создателей такой же специализации на философском факультете РГГУ и до конца жизни читал там на кафедре истории зарубежной философии общий курс по истории китайской философии и несколько спецкурсов (за 10 с лишним лет работы в РГГУ он разработал ряд авторских учебных программ).
В своих работах уделял особое внимание передаче категорий в древнекитайских философских текстах, подчёркивая, что полноценный перевод философского текста невозможен без анализа его понятийной структуры.

## Научные труды

### Монографии
- Философские и общественно-политические взгляды Сюнь-цзы. Исследование и перевод. М.: Наука, 1976.
- Эволюция идейно-теоретической платформы КПК в 1976—1987 гг. (Информ. бюллетень). М.: ИДВ, 1991.
- Философские трактаты Сюнь-цзы. Исследование. Перевод. Размышления китаеведа. М.: Наталис, 2005.

### Статьи
- Чжоу И-мин, Феоктистов В. Ф. Развитие философской науки в Китайской Народной Республике. // Вопросы философии. 1957. № 2.
- Spiritual Continuity and Maoism // Continuity and Change in China. Bruxelles, Centre d'étude du Sud-Est asiatique et de l’Extreme-Orient, 1975. Pp. 50-76.
- К вопросу о методологии изучения истории китайской философии // Проблемы Дальнего Востока. 1986. № 3. С.136-138.
- Становление отечественной философской синологии. // Китай на пути модернизации и реформ. М., 1999. С.129-135. См. также Феоктистов В. Ф. // Философские трактаты Сюнь-цзы. М., 2005. С.406-413.
- Концепция «самости» А. Ф. Лосева и китайская классическая философия // IV Всероссийская конференция «Философия Восточно-Азиатского района и современная цивилизация». М., 1998. С.17-21. См. также Феоктистов В. Ф. // Философские трактаты Сюнь-цзы. М., 2005. С.391-395.
- Модель личности в традиционной китайской философии: дискуссия в западной синологии // Восток-Россия-Запад: Исторические и культурологические исследования. М., 2001. С.413-421.См. также Феоктистов В. Ф. // Философские трактаты Сюнь-цзы. М., 2005. С.396-405.